# Margarida Orfila Tudurí
Margarida Orfila Tudurí(Maó, Menorca, 10 de setembre del 1889 - Barcelona, 29 d'abril del 1970) va ser compositora, pianista i professora de música.
Margarida Orfila neix a Maó en una familia humil i treballadora, El seu pare, Gillermo, era impressor i enquadernador, mentre que la seva mare es dedicava a les tasques domèstiques. Des de ben jove, Margarida va mostrar un gran talent musical, debutant com a pianista al Circo Colón de Maó amb només sis anys, on va rebre una gran ovació del públic.De ben jove, la seva família es traslladà a viure a Barcelona. Estudià a l'Escola Municipal de Música de Barcelona amb Antoni Nicolau, Joan Lamote de Grignon i Lluís Millet (teoria) i Eusebi Daniel i Carles Pellicer (piano). Allà va obtenir diversos premis, destacant-se com a alumna excel·lent i convertint-se en la primera dona a finalitzar els estudis superiors de Contrapunt i Fuga a l'escola el 1909, amb la qualificació de "Sobresaliente". Perfeccionà la formació amb el mestre Enric Granados, i exercí com a pianista fins al 1913, any en què es casà amb un company professor, Frederic Alfonso i Ferrer. A més de la seva carrera com a pianista, Margarida va ser una apassionada pedagoga, el 1907 havia ingressat a l'Escola com a professora auxiliar de solfeig i teoria, i hi exercí més de cinquanta anys com a professora titular; la seva germana Carme, excel·lent violinista, també hi ensenyà.
El 1912, Margarida va aconseguir un gran èxit en el concurs “Festa de Joventut”, guanyant diversos premis en música instrumental. El 1913, es va casar amb Frederic Alfonso i Ferrer, professor i director de l'Escola Municipal de Música de Barcelona amb el qual tingué cinc fills: Frederic, advocat i poeta;  Margarida, pianista, compositora i professora de música; Joan, violinista i compositor; Francisco, violoncel·lista; i Carme, cantant casada amb el mestre Josep Poch i Garriga. Durant els primers anys de matrimoni, les responsabilitats familiars van ocupar gran part del seu temps. No obstant això, va tornar a la composició el 1925 amb el Scherzo op. 22, que va ser ben rebut pel públic.
Durant la seva carrera, va escriure nombroses obres, incloent una romança per a violoncel i piano i diverses composicions corals i orquestrals. La seva relació amb l'Orfeó Català, dirigida per Lluís Millet, va ser estreta, i a partir de 1933 va dedicar-se especialment a la composició coral.
La seva música reflectia un profund compromís amb la cultura catalana, situant-la dins de la generació noucentista, una època que buscava una consciència creativa en la música catalana. Margarida es considerava una compositora classicoromàntica, amb influències de grans mestres com Bach, Wagner i Beethoven.
Margarida Orfila va viure els seus últims anys amb la seva filla petita, Carmen, i va morir el 29 d’abril de 1970, a l'edat de 80 anys, deixant un important llegat com a compositora i pedagoga en el panorama musical català.

## Obres
- Margarida Orfila va participar, juntament amb el seu marit Frederic Alfonso i altres musics, a escriure lliçons de solfeig per a l'estudi de la música, cap als anys 1930Barcarola, per a violí i piano
- Cançó de Nadal, per a cor
- Cançó de Sant Joan, per a cor
- Enlaire els cors!, per a cor

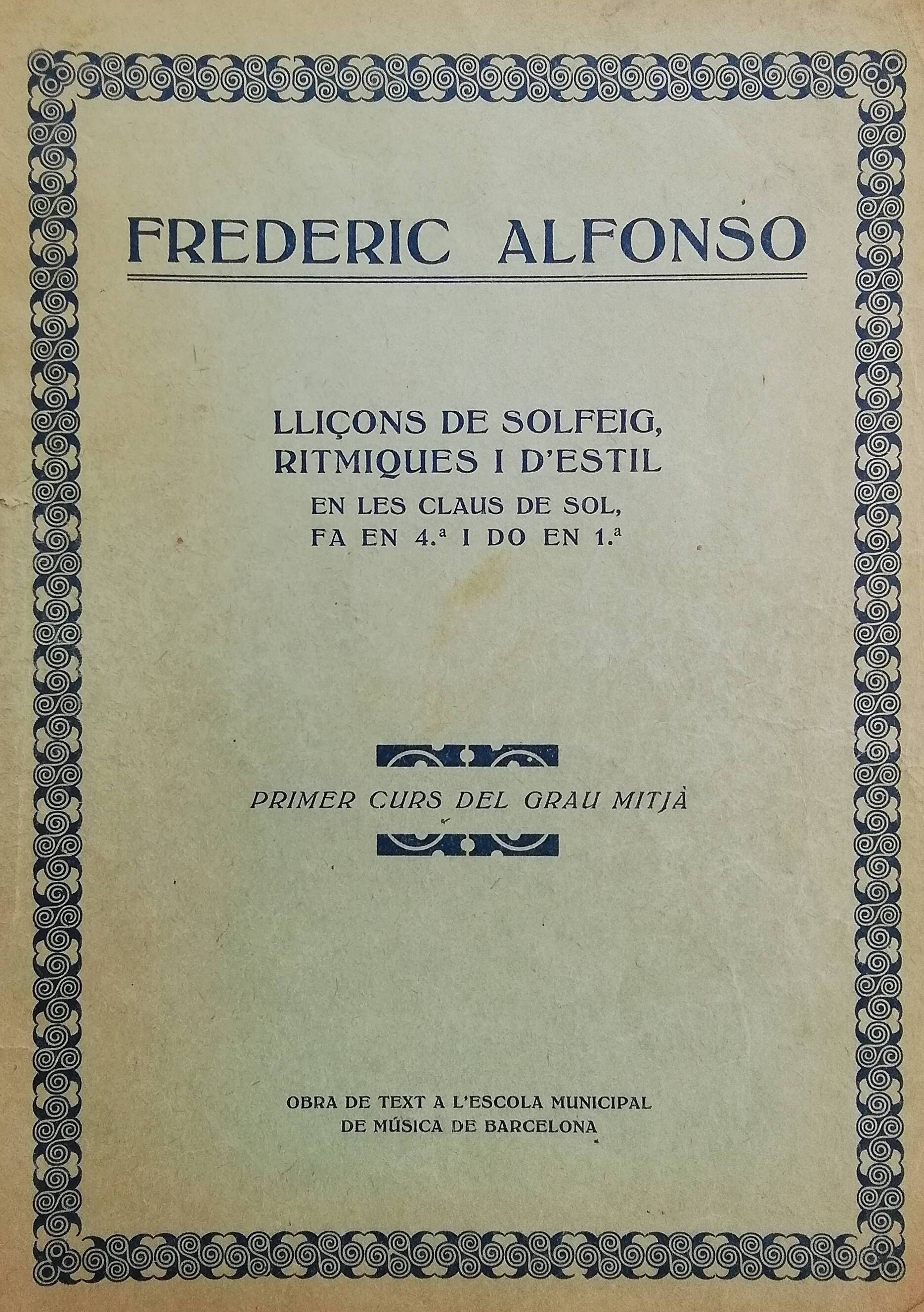
Margarida Orfila va participar, juntament amb el seu marit Frederic Alfonso i altres musics, a escriure lliçons de solfeig per a l'estudi de la música, cap als anys 1930

- L'estel i la branca (1955), per a cor
- Formosa nit, per a cor
- Frisança (1930), rondó per a violí i piano. Dedicada a la violinista Rosa Mas
- Jardins de Montjuïc, amb lletra de Frederic Alfonso i Orfila
- Jocs d'àngels, cançó de nois a l'estiu (1954), amb lletra de Frederic Alfonso i Orfila
- Lento, per a violí, violoncel i piano
- Melodia, llegenda i tarantel·la, para violonchelo (o viola) y piano (ed. 2023)
- Petites semblances ofrena als meus fills, op. 24 (1930), col·lecció de cinc impromptus per a piano[5]
- Primer temps d'una sonata (1912), primer premi al concurs "Festa de Joventut" de la Ilustració Catalana
- Quatre estudis per a piano, premi "Concepció Rabell" 1934 (Homenatge a Chopin, Moderat quasi lent, Scherzo, i Tema amb variacions sobre motius populars mallorquins i menorquins).[5] Obra estrenada por la seva filla Margarida Alfonso i Orfila el 24 de març de 1935 a l'Escola Municipal de Música de Barcelona
- El rossinyol (1956), cançó per a cor, amb lletra de Roser Matheu
- Scherzando, per a violí i piano. Dedicada al violinista Francesc Costa
- Scherzo, op. 22 (1925), per a piano
- Senyor mestre (1955), per a cor
- Sonata (1912), per a piano
- Tres melodies per a cant i piano (1909), sobre lletres d'Apel·les Mestres: Non-non, Cançó d'Abril i Pasqua Florida
- Harmonitzacions per a cor mixt de cançons populars: Cançó de joc infantil, Cançó dels darrers dies, Joc de xiquets, Malalta d'amor, La metzinera descarada (1908), La mort de na Roseta, i Cinc càntics catalans a la Mare de Déu de Montserrat